# Saturday
Saturday är en singel av Basshunter från hans album Calling Time från 2013.

## Låtlista
- Digital nedladdning (18 juli 2010)[1]

1. "Saturday" (Radio Edit) – 3:03
2. "Saturday" (Digital Dog Edit) – 3:14
3. "Saturday" (Almighty Edit) – 3:39
4. "Saturday" (Extended Mix) – 5:22
5. "Saturday" (Digital Dog Remix) – 6:05
6. "Saturday" (Almighty Remix) – 6:59
7. "Saturday" (Mark Breeze Remix) – 4:41
8. "Saturday" (Payami Remix) – 5:48

## Listplaceringar
| Lista (2010)   | Högsta position |
| -------------- | --------------- |
| Nya Zeeland    | 14              |
| Irland         | 21              |
| Storbritannien | 37              |

## Certifikat
| Land               | Certifikat | Certifierat antal/Försäljning |
| ------------------ | ---------- | ----------------------------- |
| Nya Zeeland (RMNZ) | Guld       | 7500                          |